# Selecta 14
La AgfaPhoto Selecta 14 è una fotocamera bridge che presenta un sensore CCD da 4,62 x 6,16 mm con risoluzione 14,1 megapixel, annunciata nel 2011 assieme alle fotocamere: Selecta 16, Precisa 1430, Optima 145 e Optima 147. La fotocamera è uscita dal catalogo dell'azienda nel 2012 con l'entrata delle nuove fotocamere digitali.

## Tecnologia
La Selecta 14 ha un design comune a molte fotocamere bridge, insieme alle funzionalità messe a disposizione in esposizione: priorità di diaframma, priorità di tempi, manuale ed ovviamente automatica. Nella fotocamera è presente: un sistema di registrazione filmati in formato standard, di incollaggio foto per ottenere dei panorami, una funzione per la veloce condivisione delle proprie foto su un qualsiasi social network.

## Target di utenza
Il costo e le caratteristiche della fotocamera sono indirizzate ad un pubblico amatoriale o principiante nel campo della fotografia, che ha già imparato a scattare foto con le compatte e vuole fare un salto di qualità, per imparare a gestire i principali controlli equivalenti a quelli di una reflex.

## Concorrenza
I principali produttori che sono concorrenti con l'Agfa nel campo delle fotocamere bridge sono: Nikon, Canon, Pentax, Olympus, Fujifilm, Minox, Lumix, Samsung.